# Vidijenje
Vidijenje este un sat din municipiul Podgorica, Muntenegru. Conform datelor de la recensământul din 2003, localitatea are 67 de locuitori (la recensământul din 1991 erau 28 de locuitori).

## Demografie
În satul Vidijenje locuiesc 47 de persoane adulte, iar vârsta medie a populației este de 37,6 de ani (34,8 la bărbați și 39,7 la femei). În localitate sunt 19 gospodării, iar numărul mediu de membri în gospodărie este de 3,53.
Populația localității este foarte eterogenă.
|  |

| Demografie | Demografie | Demografie |
| An         | Locuitori  | Locuitori  |
| ---------- | ---------- | ---------- |
|            |            |            |
|            |            |            |
|            |            |            |
|            |            |            |
| 1948       | 67         |            |
| 1953       | 83         |            |
| 1961       | 162        |            |
| 1971       | 84         |            |
| 1981       | 41         |            |
| 1991       | 28         | 28         |
| 2003       | 67         | 67         |

| \| Componența etnică conform recensământului din 2003[2] \| Componența etnică conform recensământului din 2003[2] \| Componența etnică conform recensământului din 2003[2] \| Componența etnică conform recensământului din 2003[2] \| Componența etnică conform recensământului din 2003[2] \| \| ----------------------------------------------------- \| ----------------------------------------------------- \| ----------------------------------------------------- \| ----------------------------------------------------- \| ----------------------------------------------------- \| \| \| \| \| \| \| \| Muntenegreni \| Muntenegreni \| \| 42 \| 62,68% \| \| Sârbi \| Sârbi \| \| 24 \| 35,82% \| \| necunoscută \| necunoscută \| \| 1 \| 1,49% \| |              |  |    |        |
| Componența etnică conform recensământului din 2003 |              |  |    |        |
| |              |  |    |        |
| Muntenegreni | Muntenegreni |  | 42 | 62,68% |
| Sârbi | Sârbi        |  | 24 | 35,82% |
| necunoscută | necunoscută  |  | 1  | 1,49%  |